# St. Marys River
St. Marys River (fransk: rivière Sainte-Marie) er en flod der danner grænse  mellem USA og Canada. Den begynder ved Whitefish Bay i østenden af Lake Superior, og løber 120 kilometer mod sydøst, til den munder ud i Lake Huron. Floden danner grænsen mellem Michigan i USA og Ontario i Canada over hele sin længde.
Ved omløbsstrygene lige efter udløbet fra Lake Superior ligger tvillingbyerne Sault Ste. Marie, Ontario og Sault Ste. Marie, Michigan. Der er bygget omfattende sluseanlæg, kaldt Soo Locks, for at føre skibstrafikken forbi strygene. I faldet gennem strygene er der også flere vandkraftværker.